# Arthrolips fasciata
Arthrolips fasciata là một loài bọ cánh cứng trong họ Corylophidae. Loài này được Erichson miêu tả khoa học đầu tiên năm 1842.